# Березень 2020
Березень 2020 — третій місяць 2020 року, що розпочався в неділю 1 березня та закінчився у вівторок 31 березня.

## Події
- 1 березня
  - Наступ на північному заході Сирії:
    - Туреччина офіційно оголосила про проведення операції «Весняний щит» на північному заході Сирії[1].
    - Міністерство національної оборони Туреччини заявило про збиття двох літаків Су-24 режиму Башара Асада, які спробували атакувати турецькі літаки[2].

  - Президент Афганістану Ашраф Гані відмовився звільняти полонених до початку внутрішньоафганських переговорів, що закріплено в мирній угоді[en], яку підписали США та ісламістський рух «Талібан»[3].
  - Греція заблокувала прийняття нових клопотань про надання притулку на наступний місяць після того, як Туреччина «відкрила кордон» для мігрантів до ЄС[4].
  - У зв'язку збільшення інфікованих коронавірусом (понад 3500), Південна Корея закриває церкви[5]
  - Шотландія[6], Вірменія[7], Домініканська Республіка і Чехія[8] повідомили про перші випадки зараження коронавірусом
- 2 березня
  - Пандемія коронавірусної хвороби 2019: Європейський центр з профілактики та контролю захворюваності (ECDC) підвищив рівень загрози поширення коронавірусу Covid-19 з помірного до високого[9].
  - Перші випадки інфікування коронавірусом зафіксовані в Андоррі[10], Латвії[11], Португалії[12], Індонезії[13], Йорданії[14], Саудівській Аравії[15], Марокко[16] Тунісі[17], Еквадорі[18]
  - У китайській провінції Чжецзян зафіксували перший випадок «зворотнього зараження», коли пацієнтка з коронавірусом прибула до Китаю з Італії, а не навпаки[19]
  - Кліматологи повідомили, що вперше за 140 років у Києві не було метеорологічної зими, а температура повітря не падала нижче –10 °C[20]
  - У Кишиневі тисячі людей заблокували будівлю уряду, вимагаючи відставки Кабінету міністрів[21].
  - За підведеними вчора в Анкарі підсумками, під час операції «Весняний щит», турецька армія вже знищила два бойові літаки, 135 танків, 86 гармат та гаубиць, 16 ПТРК та мінометів, 77 БТР, дев'ять складів боєприпасів та знешкодила 2557 учасників збройних формувань режиму Асада[22]
  - Уряд Греції вирішив направити військові кораблі до островів у Егейському морі задля посилення охорони державного кордону від можливого «вторгнення» мігрантів[23]
  - У штаті Нью-Йорк набула чинності заборона на використання одноразових поліетиленових пакетів[24].
  - Повідомили, що сьомий етап Кубка світу з біатлону в чеському Нове Место-на-Мораві відбудеться без глядачів на трибунах через загрозу поширення коронавірусом[25]
- 3 березня
  - Зафіксований перший випадок інфікування коронавірусом в Україні[26].
  - У США три торнадо[en] зруйнували загалом понад 40 будинків, пошкодив лінії електропередач у трьох штатах — Теннессі, Міссурі та Кентуккі. Загинуло понад 20 осіб[27][28].
  - Влада Ірану тимчасово випустила понад 54 тисячі в'язнів, намагаючись протистояти поширенню коронавірусу в переповнених тюрмах країни[29]
  - На тлі масштабного спаду на фондовому ринку створено нову криптовалюту CoronaCoin, курс якої зростає після кожного випадку зараження або смерті від коронавірусу[30]
  - На острові Ява, Індонезія, відбулося виверження вулкану Мерапі, що призвело до закриття міжнародного аеропорту в місті Суракарта[31].
  - Володарками Прітцкерівської премії стали ірландські ахітектори Івонн Фаррелл і Шеллі МакНамара[32].
- 4 березня
  - Верховна Рада України прийняла відставку уряду Олексія Гончарука та розпочала формування уряду Дениса Шмигаля[33].
  - Компанія «Renault» розробила концепт електричного автомобіля «Morphoz»[fr], який уміє змінювати розмір для потреб споживачів[34].
  - Перші випадки інфікування коронавірусом зафіксовані в Словенії, Угорщині, Польщі[35]
  - Соціальна мережа Facebook надасть Всесвітній організації охорони здоров'я (ВООЗ) право безкоштовно розміщувати інформацію щодо поширення коронавірусу, а сама компанія займеться видаленням неправдивих тверджень про Covid-19[36]
- 5 березня
  - Наступ на північному заході Сирії: Росія розбомбила табір переселенців з Ідлібу — 16 цивільних убиті, до 20 поранених[37].
  - Пандемія коронавірусної хвороби 2019:
    - Міжнародний валютний фонд виділив 50 мільярдів доларів для допомоги країнам, які постраждали від коронавірусу[38].
    - В евакуйованих з Китаю українців та іноземців, які перебували на обсервації в медичному центрі «Нові Санжари» на Полтавщині, закінчився двотижневий термін обсервації з приводу коронавірусу. Усі вони здорові[39].
    - У Південно-Африканській Республіці підтвердили перший випадок зараження коронавірусом нового типу[40]

  - Національна погодна служба США підтвердила, що відбулося 13 торнадо[en],[41] а найсильніший вирував над округом Патнем, штат Теннессі[42].
  - Глави держав та урядів ЄС на саміті в Брюсселі ухвалили окрему резолюцію, яка визначає політичні директиви щодо забезпечення чистоти повітря та боротьби з його забрудненням[43].
  - У Національному музеї літератури України презентували «Другий „Кобзар“: Поезії 1843—1847 рр.» видавничого дому «Андрій» та Інституту літератури ім. Т. Г. Шевченка НАН України[44].
  - Королівський канадський монетний двір накарбував найбільшу в своїй історії золоту монету вагою 10 кг, з кленовим листом, виконану із високою деталізацією та глибоким рельєфом[45].
- 6 березня
  - Бойовики у столиці Афганістану Кабулі напали на церемонію[en], у якій брав участь опозиційний лідер Абдулла Абдулла, убивши 32 людини та поранивши понад 50[46].

- - Двоє смертників підірвалися біля посольства США в Тунісі, загинули 5 поліцейських[47]
  - Щонайменше 11 осіб загинуло й 53 отримали поранення унаслідок великої пожежі в пекарні у таборі для біженців на території Сектора Гази[48]
  - Перші випадки зараження коронавірусом зафіксовані у Ватикані, Сербії,[49] Словаччині,[50] Бутані[51]
  - Британська авіакомпанія «Flybe» оголосила себе банкрутом, не впоравшись з економічними труднощами через коронавірус[52]
  - Нью-Йоркська фондова біржа призупинила торги через обвал цін на акції[53]
  - Станом на 6 березня 2020 кількість людей, які захворіли на коронавірус у світі, починаючи з 31 грудня 2019, перевищила 100 тисяч. Понад 55 тисяч з них вже одужали, понад 3 400 померли. В Україні підтверджено один випадок захворювання на Буковині, ще дев'ять людей перебувають під наглядом, згідно з даними МОЗ.[54]
  - Марсохід NASA «Mars-2020» отримав офіційну назву «Perseverance» (Наполегливість)[55]
  - Рішення Ради ЄС про зняття санкцій з колишнього прем'єр-міністра України Миколи Азарова і ексміністра енергетики та вугільної промисловості України Едуарда Ставицького офіційно набуло чинності[56]
  - У Нью-Йорку відбувся перший фестиваль української сучасної музики «Ukrainian Contemporary Music Festival»[57]
  - З нагоди Міжнародного жіночого дня 8 березня у Парламентській асамблеї Ради Європи закликають до формування національних делегацій за рівним гендерним складом[58]
- 7 березня
  - Пандемія коронавірусної хвороби 2019:
    - На борту лайнера Grand Princess, де перебуває 49 громадян України, виявили коронавірус[59].
    - Перші випадки інфікування коронавірусом зафіксували на Мальдівах і Мальті, у Болгарії й Парагваї[60]
    - Президент Польщі Анджей Дуда підписав спецзакон про боротьбу з поширенням коронавірусу, у якому хворі, а також особи з підозрою на наявність коронавірусу в організмі, можуть підлягати додатковій госпіталізації[61]

  - У китайському місті Цюаньчжоу обвалилася будівля готелю, під завалами опинилися близько 70 осіб, з них 23 вже врятовані[62]
  - Британське видання «The Guardian» розмістило на обкладинці свіжого номера фотографію Президента України Володимира Зеленського[63]
  - Ярема Малащук та Роман Хімей стали володарями головної премії 6-го конкурсу Премії «PinchukArtCentre»[64].
- 8 березня
  - Папа Римський Франциск уперше провів недільну службу в режимі відеотрансляції[65]
  - Саудівська державна компанія «Saudi Aramco» після провалу перемовин країн ОПЕК з Росією знизила ціну на нафту на рекордні за 20 років 6-8 доларів[66]
  - Українка Катерина Бондаренко і канадка Шерон Фічмен виграли турнір «Monterrey Open» Жіночої тенісної асоціації (WTA) в Монтерреї (Мексика) в парному розряді[67]
  - Еліна Світоліна стала переможницею турніру «Monterrey Open» Жіночої тенісної асоціації в Монтерреї (Мексика) в одиночному розряді та знову зайняла місце в топ-5 рейтингу WTA[68]
- 9 березня
  - У Київському національному театрі оперети відбулася традиційна XIV Всеукраїнська урочиста церемонія «Герої спортивного року». Кращими спортсменом та спортсменкою 2019 року визнані чемпіони світу — борець греко-римського стилю Жан Беленюк та дзюдоїстка Дар'я Білодід[69].
  - Глобальна фінансова криза 2020 року: вартість нафти на біржі ICE в Лондоні впала більше ніж на 30 % після того, як ОПЕК+ не продовжив угоду про скорочення видобутку та заяви Саудівської Аравії про плани збільшити видобуток нафти[70].
  - У Нідерландах розпочався суд у справі збиття Boeing 777 біля Донецька[71].
  - Президент Португалії Марселу Ребелу де Соза добровільно пішов на двотижневий карантин на тлі спалаху коронавірусу[72]
  - До 15 квітня на всіх масових заходах у Франції діятимуть обмеження щодо кількості учасників через коронавірус[73]
  - Уряд Італії поширює суворі заходи карантину проти коронавірусу, які включають заборону публічних зібрань, на всю територію країни[74]
  - Від Covid-19 вилікувався 100-річний китаєць чоловік із Альцгеймером та серцевою недостатністю[75]
  - Церемонія запалення вогню Олімпіади-2020 в Токіо пройде без глядачів 12 березня. У ній візьмуть участь тільки 100 акредитованих гостей з Міжнародного олімпійського комітету і оргкомітету Токіо-2020[76]
  - «Чорний понеділок»: світові фондові ринки рекордно обвалилися, різке падіння продемонстрували провідні азійські, європейські та американські індекси[77]
  - Міністерство охорони здоров'я Албанії повідомило про перші підтверджені випадки інфікування Covid-19 в країні[78]
  - Землетрус магнітудою 5,8 бала за шкалою Ріхтера стався у північній частині американського штату Каліфорнія[79]
  - Українка Марта Федіна завоювала дві золоті медалі в сольних виступах на етапі Світова серія FINA з артистичного плавання в Парижі[80]
  - У Національній опері України відбулася церемонія нагородження лауреатів Національної премії імені Тараса Шевченка. Стали лауреатами у номінації «Література» — Маріанна Кіяновська (з книгою «Бабин Яр. Голосами») і Тарас Прохасько (зі збіркою есеїв «Так, але…»); «Музичне мистецтво» — гурт «DaxaBraxa» (альбом «Шлях»), «Візуальні мистецтва» — Олександра Глядєлова (проєкт «Карусель»); «Публіцистика, журналістика» — Євгенія Подобна (видання «Дівчата зрізають коси»); «Театральне мистецтво» — опера-реквієм «ЙОВ» («IYOV») від музично-театральної формації «Нова опера».[81]
- 10 березня
  - Держдума РФ прийняла поправку про обнулення президентських термінів[82].
  - Пандемія коронавірусної хвороби 2019: Італія стала другою (після Китаю) країною, де оголошено карантин на національному рівні[83].
  - Американські війська почали виходити з Афганістану згідно з початковим етапом виведення військ, передбаченим мирною угодою між США та талібами[84].
  - Круїзний лайнер «Grand Princess», на борту якого виявили 21 випадок зараження коронавірусом, пришвартувався у порту міста Окленд у штаті Каліфорнія[85]
  - МАГАТЕ забезпечить діагностичні набори, обладнання та навчання методикам виявлення, базованим на ядерних технологіях, для країн, які звертаються за допомогою у боротьбі з поширенням COVID-19[86]
  - Перші випадки інфікування коронавірусом зафіксували у Монголії, Панамі та Буркіна-Фасо[87]
  - Після зустрічі в Брюсселі, НАТО оголосила, що підтримуватиме Туреччину із застосуванням ряду заходів, щоб допомогти їй захиститися від загроз, що виходять із Сирії[88]
  - Астронавти виростили у космосі салат за допомогою системи «Веггі»[en][89]
  - Рекорд України із спільного читання «Кобзаря» Тараса Шевченка зафіксований у Сєвєродонецьку[90]
- 11 березня
  - Коронавірусна хвороба 2019: ВООЗ визнала коронавірусну хворобу пандемією[91].
  - Коронавірусна хвороба 2019 в Україні: Уряд України запровадив карантин в Україні із 12 березня по 3 квітня: заборонені масові заходи (понад 200 осіб), закриті дитсадики і заклади освіти[92].
  - Уряд Словаччини через загрозу поширення епідемії COVID-19 увів надзвичайний стан по всій території країни з 12 березня[93]
  - Міністерство охорони здоров'я Ямайки підтвердило перший випадок коронавірусу[94]
  - Віденський марафон скасовано з метою перешкоджання поширенню Covid-19[95]
  - В Іраку американський табір Таджі, на північ від Багдада, обстріляли ракетами[en][96]
  - В Естонії оголосили про початок економічної кризи[97]
  - Конституційний суд України визнав неконституційними положення Закону «Про внесення змін до деяких законів України щодо діяльності органів суддівського самоврядування», який передбачав скорочення чисельності суддів Верховного суду з двохсот до ста та зменшення їхніх зарплат[98][99]
  - Відеоігрову виставку E3 2020, яка повинна була пройти з 9 по 11 червня скасовано через епідемію Covid-19[100]
  - Китайська академія наук відкрила найменшого динозавра роду Oculudentavis[101]
  - Астрономи виявили екзопланету[en] WASP-76b, на якій йде дощ із розплавленого заліза[102]
  - НБА призупинила сезон, після ситуації з Руді Гобером і виявлення в нього коронавірусу[103]
  - МАГАТЕ офіційно перейшло на використання виключно україномовного варіанту транслітерації географічних назв в Україні у своїх офіційних документах та відповідному листуванні[104]
  - Американська корпорація «Microsoft» та її партнери з 35 країн вжили заходів, щоб знищити ботнет «Necurs», який є однією з найбільших мереж спам-розсилок, що генерує близько 3,8 мільйона спам-листів за два місяці[105]
- 12 березня
  - Глобальна фінансова криза 2020 року: чорний четвер: — на тлі соціально-еколономічних наслідків пандемії вірусу COVID-19 основні американські індекси Dow Jones, S&P 500 і NASDAQ обвалились майже на 10 %, що стало найбільшим падінням за останні 33 роки[106].
  - Перша українка померла від коронавірусу в Італії[107].
  - У Чехії слідом за Угорщиною і Словаччиною оголосили надзвичайний стан на 30 днів у зв'язку із загрозою коронавірусу[108].
  - Федерації баскетболу України ухвалила рішення через ситуацію з коронавірусом завершити всі баскетбольні змагання в Україні[109].
  - Чемпіонат світу з фігурного катання, що мав пройти 16-22 березня у канадському Монреалі, скасували через можливе поширення коронавірусу[110].
  - Ірак зняв обмеження з України стосовно експорту продукції птахівництва, що пов'язані зі спалахом пташиного грипу[111].
  - Посол України в Лівані Ігор Осташ знайшов у православних і греко-католицьких монастирях кілька Біблій, серед яких надруковане у 1708 році в Алеппо коштовне Євангеліє Івана Мазепи[112].
  - Регулярний сезон Національної хокейної ліги (НХЛ) призупинено через поширення у світі пандемії коронавірус[113].
- 13 березня
  - Війська США здійснили серію повітряних ударів проти проіранської збройної групи «Катаїб Хезболла» в Іраку у відповідь на загибель двох своїх військових унаслідок ракетної атаки на базі міжнародних сил «Кемп Тадж» неподалік Багдада[114].
  - Президентом Греції уперше стала жінка — колишня голова Державної ради (Верховного адміністративного суду) Катерина Сакелларопулу[115].
  - Європейський Союз офіційно продовжив на шість місяців дію санкцій щодо росіян, юридичних осіб і підтримуваних Кремлем сепаратистів через порушення територіальної цілісності України[116].
  - Коронавірусна хвороба 2019 в Україні: перша жінка від коронавірусної хвороби померла в Житомирській області[117].
  - Президент України оголосив, що Україна закриє кордони для іноземців із 16 березня. Кордони закриють на 2 тижні, після цього терміну рішення переглянуть і або продовжать заборону, або скасують, якщо епідемія піде на спад[118][119].
  - Президент США Дональд Трамп оголосив про запровадження надзвичайної ситуації національного масштабу для збільшення зусиль у боротьбі з неконтрольованим поширенням коронавірусу[120]
  - Болгарія і Польща оголосили надзвичайний стан через коронавірусу[121][122].
  - У Казахстані,[123] Тринідаді і Тобаго, Гані, Габоні зафіксовано перші випадки зараження коронавірусом[124].
  - УЄФА офіційно призупинив Лігу чемпіонів і Лігу Європи через пандемію коронавірусу[125].
  - Англійська Прем'єр-ліга оголосила про рішення призупинити сезон у зв'язку з пандемією коронавірусу[126].
  - Гран-прі Мельбурна у Формулі-1 офіційно скасовано у зв'язку з пандемією коронавірусу[127].
  - Парки розваг «Діснейленд» будуть закриті у всьому світі з суботи до кінця місяця через пандемію коронавірусу[128].
  - Уряд Іспанії повністю ізолює 70 тисяч мешканців чотирьох муніципалітетів у Каталонії в рамках заходів з боротьби поширення COVID-19[129].
  - Оксана Забужко та alyona alyona стали лауреатами премії Women in Arts[130].
  - Президент Володимир Зеленський підписав закон «Про повну загальну середню освіту»[131].
  - Астрономи виявили в Сонячній систему 139 нових малих планет, що допоможе в пошуку дев'ятої планети поза Нептуном[132].
- 14 березня
  - Друга ракетна атака цього тижня вразила американський табір Таджі[en] поблизу Багдаду, Ірак[133]
  - Нідерландські дослідники з наукового медичного центру «Ерасмус» спільно з науковцями Утрехтського університету опублікували дослідження, у якому описали перше наявне антитіло, здатне блокувати коронавірус Covid-19[134]
  - Уряд Іспанії ухвалив рішення обмежити пересування всередині країни й закрити країну з метою боротьби зі спалахом коронавірусу[135]
  - Румунія з 16 березня запроваджує надзвичайний стан в умовах пандемії коронавірусу[136]
  - Магазини «Apple» не працюватимуть по всьому світу, компанія ввела карантин до 27 березня[137]
  - Кіностудії «Netflix» і «Disney» у США припиняють роботу, усі зйомки заморожені через коронавірус[138]
  - В одному з пологових відділень Лондону народилася дитина, тест якої на коронавірус показав позитивний результат. Дитина стала одним з наймолодших пацієнтів у світі[139]
  - Співзасновник інтернет-гіганта «Microsoft» та колишній керівник компанії Білл Гейтс оголосив про вихід зі складу Ради директорів корпорації[140]
  - У Мексиці археологи на місці розкопок столиці одного з царств племені мая виявили найдревніший майданчик для ігор із м'ячем[141]
  - Нинішній початок сезону цвітіння сакури у столиці Японії Токіо став найбільш раннім з 1953 року[142]
- 15 березня
  - У Нігерії прогримів вибух на ділянці нафтопроводу, у результаті якого загинуло 17 осіб та постраждало ще 25[143].
  - Казахстан оголосив надзвичайний стан через коронавірус на період з 16 березня до 15 квітня[144]
  - У Міжнародний аеропорт «Бориспіль» прибув літак з 123 українцями на борту, які раніше не змогли повернутися в Україну з Італії через закриття кордонів у зв'язку з карантином[145] У всіх експрес-тести не виявили хвороби, усі вони згодилися на двотижневий карантин дома[146]
  - Окупаційна влада ДНР заборонили проведення масових заходів з чисельністю учасників понад 1000[147]
  - У віці 70 років від лейкемії помер британський музикант Дженезис Пі-Оррідж[en], засновник стилю індастріал[148]
  - Сервіс «Steam» встановив новий рекорд за кількістю гравців онлайн — у різні ігри одночасно грали 19 мільйонів 728 тисяч осіб[149]
- 16 березня
  - Коронавірусна хвороба 2019 в Україні: з 00:00 год. Україна до 3 квітня заборонила іноземцям та особам без громадянства в'їзд на територію країни[150].
  - Клінічні випробування вакцини проти коронавірусу SARS-CoV-2 почнуться в США, у дослідницькому центрі «Kaiser Permanente Washington Health Research Institute» в місті Сіетл. Візьмуть участь у цьому 45 волонтерів віком від 18 до 55 років[151]
  - Румунія оголосила надзвичайний стан через поширення коронавірусу з 16 березня на 30 днів[152]
  - Перший випадок зараження COVID-19 підтвердили в Ліберії, Беніні, Пуерто-Рико, Сомалі, Танзанії, островах Гуам, Майотта, Багами, Гренландії,[153][154]
  - Замість парфумів Christian Dior, Guerlain і Givenchy три фабрики концерну LVMH випустять за один тиждень 12 тонн гелю для рук для французьких лікарень в розпал епідемії коронавірусу[155]
  - Верховний суд Японії засудив до страти 30-річного Сатосі Уемацу, визнаного винним у вбивстві 19 осіб з інтернату для людей з інвалідністю[156]
  - Аналітичний центр «CIES Football Observatory» склав список найдорожчих клубів з п'яти провідних європейських футбольних чемпіонатів, який очолює англійський Ліверпуль зі сукупною вартістю футболістів у 1,405 млрд €[157]
- 17 березня
  - Верховна Рада України погодила, а президент України Володимир Зеленський призначив Генеральним прокурором Ірину Венедіктову[158].
  - УЄФА перенесла через коронавірус проведення Чемпіонату Європи з футболу з 2020 на літо 2021 року[159].
  - На 40-й церемонії вручення «Золотої малини» мюзикл «Коти» переміг у шести номінаціях і став найгіршим фільмом 2020 року[160].

- - Канадська фармацевтична компанія «Medicago» оголосила про випуск вакцини проти COVID-19[161]
  - У Чорногорії зафіксували зараження коронавірус. COVID-19 проник до усіх країн Європи[162]
  - Боснія і Герцеговина та Молдова оголосили надзвичайний стан у зв'язку з коронавірусом[163][164]
  - «Volkswagen», «Fiat» і «Renault» зупиняють виробництво автомобілів у Європі через коронавірус[165]
  - Чорнобильську зону відчуження і обов'язкового відселення вирішили закрити для відвідувачів на тлі загрози поширення коронавірусу[166]
  - Чемпіонати України з футболу (УПЛ) і хокею (УХЛ) на всіх рівнях призупинилися через коронавірус[167][168]
  - Антимонопольний комітет Франції оштрафував «Apple Inc.» на 1,1 млрд € за порушення закону про конкуренцію[169]
  - Тропічний циклон «Гретель» приніс негоду до Нової Каледонії[170]
  - З нового навчального семестру[en], який почнеться в Непалі в наступному місяці, у всіх школах країни введуть новий обов'язковий предмет — йогу[171]
- 18 березня
  - Коронавірусна хвороба 2019 в Україні: з метою обмеження поширення хвороби, припинено залізничні, автобусні та авіаперевезення по країні, закривається метро, а маршрутки, тролейбуси і трамваї курсуватимуть з обмеженнями[172].
  - Європейська мовна спілка повідомила про перенесення через коронавірус Пісенного конкурсу Євробачення 2020 на наступний рік[173].
  - Кількість хворих на коронавірусну хворобу 2019 перевищила 200 тисяч[174]
  - КНР розпочинає клінічні випробування нової вакцини від коронавірусу[175]
  - Рада ЄС на рівні постійних представників ухвалила дві законодавчі ініціативи, які дадуть урядам країн ЄС можливість використати суму в 37 млрд € із Фонду регіонального розвитку ЄС на подолання наслідків пандемії Covid-19[176]
  - У Киргизстані зареєстрували перші випадки інфікування коронавірусом[177]
  - У Лас-Вегасі вперше з моменту вбивства екс-президента США Джона Кеннеді через коронавірус закриваються всі казино[178]
  - 103-річна жінка з іранського міста Сімнані стала найстарішою у світу людиною, що вилікувалась від COVID-19[179]
  - Першим депутатом ВРУ, що захворів, став Сергій Шахов, який 11 березня повернувся з Італії і того ж дня був на засіданні екологічного комітету ВРУ разом з ще 11 нардепами[180]
  - У районі американського міста Солт-Лейк-Сіті, що в штаті Юта, стався землетрус магнітудою 5,7[181]
  - В Україні набув чинності закон «Про повну загальну середню освіту»[182]
  - Японський півзахисник Кейсуке Хонда став першим гравцем в історії футболу, якому на клубному рівні вдалося забити голи в офіційних матчах на п'яти континентах[183]
  - Лауреатами Абелівської премії за 2020 рік стали математики Хіллел Фурстенберґ (Ізраїль) і Григорій Марґуліс (США)[184].
- 19 березня
  - Премію Тюрінга отримали Едвін Кетмелл і Пет Ханрахан за розробки в галузі комп'ютерної графіки[185].
- 22 березня
  - У Загребі (Хорватія) стався землетрус магнітудою 5,3 бала, в результаті якого постраждало 10 людей, Загребський собор отримав ушкодження[186].
- 23 березня
  - Українська Вікіпедія досягла мільйона статей[187].
  - Перший смертельний випадок від хантавірусу зафіксовано в китайській провінції Юньнань[188].
- 24 березня
  - Міжнародний олімпійський комітет та уряд Японії повідомили про перенесення Олімпійських ігор-2020 на 2021 рік через пандемію коронавірусу[189].
- 25 березня
  - Кабінет Міністрів України запровадив на 30 днів режим надзвичайної ситуації на всій території країни у зв'язку з поширенням коронавірусної хвороби[190].
- 26 березня
  - Пандемія коронавірусної хвороби 2019: США обійшли Китай та вийшли на перше місце у світі за кількістю підтверджених випадків інфікування коронавірусом SARS-CoV-2[191].
  - Сенат США схвалив безпрецедентний в історії пакет фінансової допомоги розміром 2,2 трильйона доларів для подолання наслідків епідемії COVID-19[192].
- 27 березня
  - Північна Македонія увійшла до складу НАТО та стала 30-м членом блоку[193].
- 28 березня
  - Британська компанія OneWeb, яка займалась розробкою та запуском супутників зв'язку, оголосила про банкрутство через фінансову кризу, викликану пандемією коронавірусу[194].
  - В Монастириському районі Тернопільської області було інфіковано COVID-19 36 осіб (із них 21 — медики)[195]
- 30 березня
  - Верховна Рада України на тлі поширення епідемії коронавірусу та фінансової кризи обрала новим міністром фінансів Сергія Марченка, міністром охорони здоров'я — Максима Степанова[196].
- 31 березня
  - Верховна Рада України ухвалила закон про обіг земель сільськогосподарського призначення, який вводить ринок землі в Україні з 1 липня 2021 року[197].
  - Пандемія коронавірусної хвороби 2019: стало відомо про масове зараження вірусом моряків на американському авіаносці «Теодор Рузвельт», що базується в Гуам[198].